# 문 (성씨)
문(文)은 중국과 한국의 성씨이다. 문(文)씨는 2015년 대한민국 통계청 인구조사에서 464,040명으로 조사되어 한국의 성씨 인구 23위이다. 본관은 남평(南平)이 문씨 인구의 96% 이상을 차지한다.

## 남평 문씨
남평 문씨(南平 文氏)의 시조 문다성(文多省)은 고려 개국에 공을 세워 삼중대광 벽상공신으로 남평백(南平伯)에 봉해지고 무성(武成)의 시호를 받았다고 한다.
문다성이 472년(백제 개로왕 18년) 갓난아기 때 백제 미동부리현(未冬夫里縣)의 장자못이라는 연못가의 높은 바위 위에서 발견되었다는 전설이 있으며, 전라남도 나주시 남평읍에 문암(文巖)이라는 전설 속의 바위가 전라남도 민속문화재 제32호로 지정되어 있다.
선계를 고증할 수 없어 고려 숙종 때 산기상시(散騎常侍)를 지낸 문익(文翼)을 1세조로 하여 세계를 잇고 있다. 중시조 문익의 아들은 고려 인종 때 재상이었던 문공유(文公裕)·문공인(文公仁)이고, 손자는 명종 때 명재상으로 이름난 문극겸(文克謙)이다.
남평 문씨는 조선시대 문과 급제자 38명을 배출하였다. 2015년 인구는 445,946명이다.

### 강성 문씨
강성 문씨(江城文氏) 시조 문익점(文益漸)은 고려 말기 서장관으로 원나라에 갔다가 목화씨를 가지고 돌아왔다. 2015년 인구는 2,906명이다.

## 장연 문씨
장연 문씨(長淵 文氏) 시조 문인위(文仁渭)가 1009년(고려 현종 즉위년) 공부상서(工部尙書)가 되고, 1011년 우복야(右僕射)를 거쳐 참지정사(參知政事)가 되었으며, 1019년 상서좌복야(尙書左僕射)에 이르렀다.
중시조 문정(文正)은 고려 문종 초 문과에 급제한 후 1093년(선종 10년)에 문하시중(門下侍中)에 이르렀다. 시호는 정헌(貞獻)이며, 선종의 묘정에 배향되었다.
2015년 인구는 51명이다.

## 정선 문씨
정선 문씨(旌善文氏) 시조 문림간(文林幹)이 고려조에 태자소부(太子少傅)를 지내고, 문림간의 아들 문관(文冠)이 고려 문종 때 과거에 급제한 후 1111년(예종 6년) 수사공(守司空)·참지정사(叅知政事)에 이르렀다. 2015년 인구는 19명이다.

## 강릉 문씨
강릉 문씨(江陵 文氏)의 시조 문장필(文章弼)은 1170년(고려 의종 24년) 무신란으로 중랑장이 된 뒤 1184년 참지정사를 거쳐 벼슬이 중서문하평장사·상장군에 이르렀다. 2015년 인구는 40명이다.

## 감천 문씨
감천 문씨(甘泉 文氏) 시조 문세광(文世光)의 아들 문원길(文原吉)이 낭장(郎將)이 되었다고 한다. 감천 문씨는 조선시대 문과 급제자 9명을 배출하였다. 2015년 인구는 1,076명이다.
문구(文龜)를 시조로 하여 남평 문씨(南平文氏)에서 분적한 감천 문씨는 남평 문씨와 같은 뿌리임이 확인되어 《남평문씨대동보(南平文氏大同譜)》편간 시 합보되었다.

## 같이 보기
- 문 (중국 성씨)